# Millencourt-en-Ponthieu
Pour les articles homonymes, voir Millencourt (homonymie) et Ponthieu.
Millencourt-en-Ponthieu est une commune française située dans le département de la Somme en région Hauts-de-France.
Depuis le 13 février 2020, la commune fait partie du parc naturel régional Baie de Somme - Picardie maritime.

## Géographie

### Localisation
Millencourt-en-Ponthieu un village picard du Ponthieu.
À vol d'oiseau, la localité est située à 7 km au nord-est d'Abbeville et à 40 km au nord-ouest d'Amiens. 
Le territoire de la commune est limitrophe de ceux de sept communes.
Les communes limitrophes sont Neuilly-l'Hôpital, Agenvillers, Caours, Drucat, Gapennes, Neufmoulin et Saint-Riquier.

### Géologie, relief
Le sol, constitué d'une bonne part d'argile, est peu perméable. Des couches de marne sont présentes.
Le point le plus élevé du territoire se trouve au lieu-dit le Gros Arbre.

### Hydrographie

#### Réseau hydrographique
La commune est située dans le bassin Artois-Picardie. Elle est drainée par le Scardon.
Le Scardon, d'une longueur de 12 km, prend sa source dans la commune de Saint-Riquier et se jette  dans la Somme canalisée à Abbeville, après avoir traversé six communes.

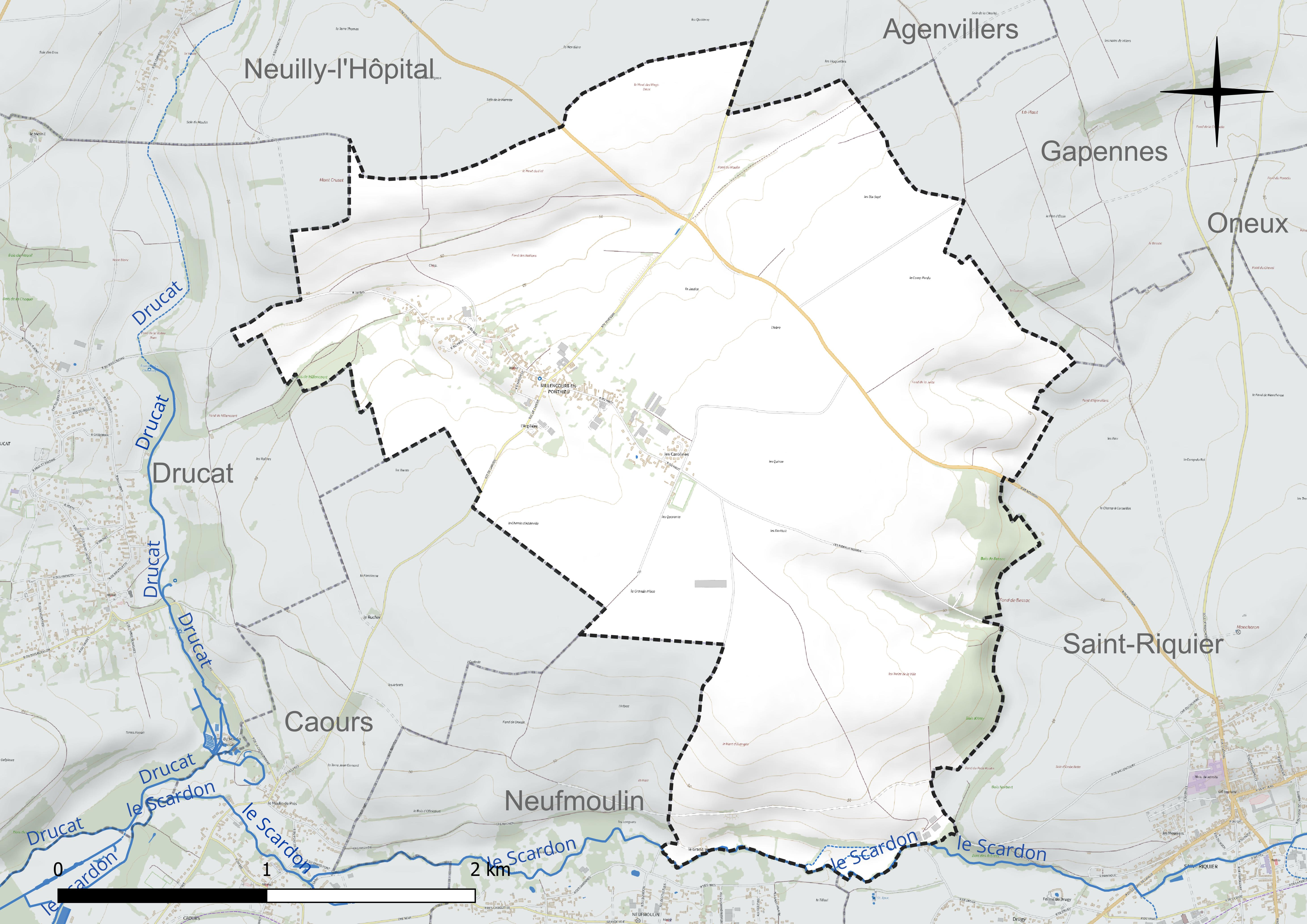
Réseau hydrographique de Millencourt-en-Ponthieu.

#### Gestion et qualité des eaux
Le territoire communal est couvert par le schéma d'aménagement et de gestion des eaux (SAGE) « Somme aval et Cours d'eau côtiers ». Ce document de planification concerne un territoire de 1 835 km2 de superficie, délimité par le bassin versant de la Somme canalisée. Le périmètre a été arrêté le 29 avril 2010 et le SAGE proprement dit a été approuvé le 6 août 2019. La structure porteuse de l'élaboration et de la mise en œuvre est le syndicat mixte d'aménagement hydraulique du bassin versant de la Somme (AMEVA).
La qualité des cours d'eau peut être consultée sur un site dédié géré par les agences de l'eau et l'Agence française pour la biodiversité.

### Climat
Pour des articles plus généraux, voir Climat des Hauts-de-France et Climat de la Somme.
En 2010, le climat de la commune est de type climat océanique altéré, selon une étude du CNRS s'appuyant sur une série de données couvrant la période 1971-2000. En 2020, Météo-France publie une typologie des climats de la France métropolitaine dans laquelle la commune est exposée à un climat océanique et est dans la région climatique Côtes de la Manche orientale, caractérisée par un faible ensoleillement (1 550 h/an) ; forte humidité de l'air (plus de 20 h/jour avec humidité relative > 80 % en hiver), vents forts fréquents.
Pour la période 1971-2000, la température annuelle moyenne est de 10,2 °C, avec une amplitude thermique annuelle de 13,1 °C. Le cumul annuel moyen de précipitations est de 831 mm, avec 12,3 jours de précipitations en janvier et 8,5 jours en juillet. Pour la période 1991-2020, la température moyenne annuelle observée sur la station météorologique la plus proche, située sur la commune d'Abbeville à 7 km à vol d'oiseau, est de 11,0 °C et le cumul annuel moyen de précipitations est de 806,2 mm,. Pour l'avenir, les paramètres climatiques de la commune estimés pour 2050 selon différents scénarios d'émission de gaz à effet de serre sont consultables sur un site dédié publié par Météo-France en novembre 2022.

## Urbanisme

### Typologie
Au 1er janvier 2024, Millencourt-en-Ponthieu est catégorisée commune rurale à habitat dispersé, selon la nouvelle grille communale de densité à sept niveaux définie par l'Insee en 2022.
Elle est située hors unité urbaine. Par ailleurs la commune fait partie de l'aire d'attraction d'Abbeville, dont elle est une commune de la couronne,. Cette aire, qui regroupe 73 communes, est catégorisée dans les aires de 50 000 à moins de 200 000 habitants,.

### Occupation des sols
L'occupation des sols de la commune, telle qu'elle ressort de la base de données européenne d'occupation biophysique des sols Corine Land Cover (CLC), est marquée par l'importance des territoires agricoles (93 % en 2018), une proportion identique à celle de 1990 (93 %). La répartition détaillée en 2018 est la suivante : 
terres arables (88,9 %), zones urbanisées (3,9 %), prairies (3,9 %), forêts (3 %), zones agricoles hétérogènes (0,2 %). L'évolution de l'occupation des sols de la commune et de ses infrastructures peut être observée sur les différentes représentations cartographiques du territoire : la carte de Cassini (XVIIIe siècle), la carte d'état-major (1820-1866) et les cartes ou photos aériennes de l'IGN pour la période actuelle (1950 à aujourd'hui).

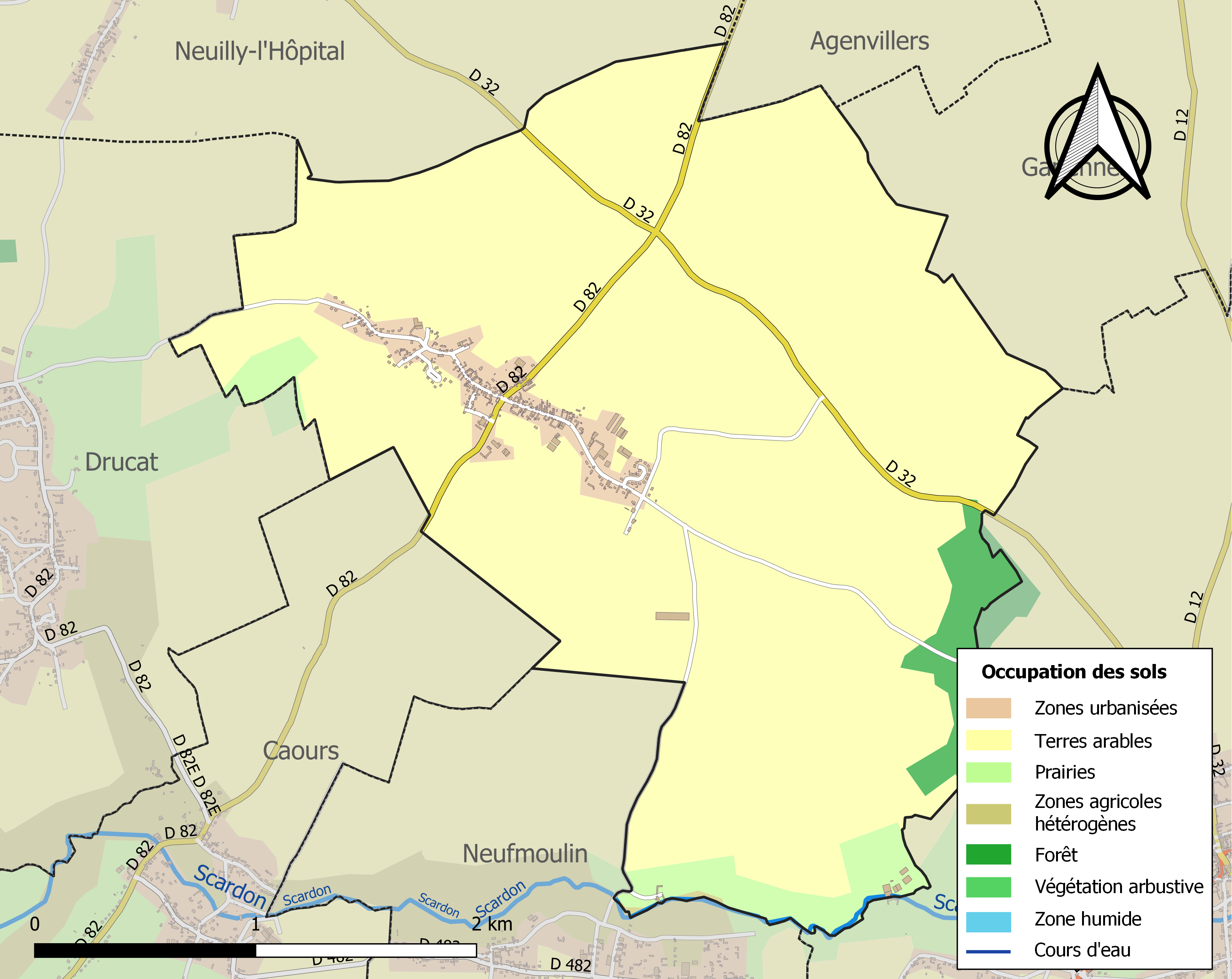
Carte des infrastructures et de l'occupation des sols de la commune en 2018 (CLC).

## Toponymie
Fin XIe siècle, on trouve Milonis Curt qui devient Millencort en 1158.

L'appellation signifierait jardin, domaine de Milo ou Milon.
Ponthieu est un ancien comté, un pays de France dont la capitale était Abbeville et la principale place-forte Montreuil.

## Histoire
La seigneurie de La Couture sise à Millencourt a appartenu à Gérard de Fretel de Vismes, comme en témoigne un aveu de 1388.
De 1407 à la fin du XVIIIe siècle, les Malicornes étaient seigneurs du village. Les d'Aigneville leur ont succédé.
Millencourt est brûlé par le duc de Savoie en 1554.
Comme beaucoup de communes du Ponthieu, Millencourt a été pillée et brûlée par les Espagnols en août 1635.
En 1944, au lieu-dit le Château, on découvre l'entrée maçonnée d'un souterrain mais effondrée.

## Politique et administration

### Administration municipale
Le nombre d'habitants de la commune étant compris entre 100 et 500, le nombre de membres du conseil municipal est de 11.
La commune a été membre de la communauté de communes du canton de Nouvion (CCCN) qui exerce ses compétences dans les domaines suivants : accueil de loisirs, aide au maintien à domicile, ateliers peinture, bâtiments, culture, école de musique, environnement, voirie, Marpa (accueil personnes âgées) et relais assistantes maternelles.
Au 1er janvier 2017, la commune fait partie de la communauté de communes Ponthieu-Marquenterre.

### Politique environnementale
- Village fleuri : trois fleurs ont été attribuées en 2007 par le Conseil des Villes et Villages Fleuris de France au Concours des villes et villages fleuris[27]. En 2021, la commune maintient son classement, alors qu'elle a commencé à participer en 1974[28] .

## Population et société

### Démographie
L'évolution du nombre d'habitants est connue à travers les recensements de la population effectués dans la commune depuis 1793. Pour les communes de moins de 10 000 habitants, une enquête de recensement portant sur toute la population est réalisée tous les cinq ans, les populations de référence des années intermédiaires étant quant à elles estimées par interpolation ou extrapolation. Pour la commune, le premier recensement exhaustif entrant dans le cadre du nouveau dispositif a été réalisé en 2008.

En 2022, la commune comptait 343 habitants, en évolution de −4,99 % par rapport à 2016 (Somme : −1,26 %, France hors Mayotte : +2,11 %).
| 1793 | 1800 | 1806 | 1821 | 1831 | 1836 | 1841 | 1846 | 1851 |
| ---- | ---- | ---- | ---- | ---- | ---- | ---- | ---- | ---- |
| 364  | 457  | 549  | 474  | 559  | 512  | 498  | 485  | 505  |

| 1856 | 1861 | 1866 | 1872 | 1876 | 1881 | 1886 | 1891 | 1896 |
| ---- | ---- | ---- | ---- | ---- | ---- | ---- | ---- | ---- |
| 496  | 471  | 467  | 414  | 408  | 418  | 376  | 351  | 332  |

| 1901 | 1906 | 1911 | 1921 | 1926 | 1931 | 1936 | 1946 | 1954 |
| ---- | ---- | ---- | ---- | ---- | ---- | ---- | ---- | ---- |
| 318  | 336  | 318  | 308  | 308  | 271  | 275  | 266  | 292  |

| 1962 | 1968 | 1975 | 1982 | 1990 | 1999 | 2006 | 2008 | 2013 |
| ---- | ---- | ---- | ---- | ---- | ---- | ---- | ---- | ---- |
| 287  | 260  | 241  | 309  | 355  | 328  | 345  | 350  | 370  |

| 2018 | 2022 | - | - | - | - | - | - | - |
| ---- | ---- | - | - | - | - | - | - | - |
| 357  | 343  | - | - | - | - | - | - | - |

### Enseignement
L'école élémentaire locale a comporté deux classes qui ont fermé à la rentrée 2016. Les élèves du primaire se rendent alors à Canchy, Neuilly-l'Hôpital ou Agenvillers, dans le cadre du regroupement pédagogique intercommunal de la vallée de l'Épine, situé dans l'académie d'Amiens, en zone B.
Le regroupement pédagogique intercommunal de la vallée de l'Épine compte trois écoles à Agenvillers, Canchy et Millencourt-en-Ponthieu, accueillant 123 élèves pour l'année scolaire 2018-2019. Les écoliers sont originaires d'Agenvillers, Canchy, Gapennes, Millencourt-en-Ponthieu, Domvast et Neuilly-l'Hôpital.

## Culture locale et patrimoine

### Lieux et monuments
- Église Saint-Martin qui a la particularité de présenter un clocher en forme de tour ronde sur une base carrée[35]. 
L'année 1632 est gravée dans une pierre, au-dessus du portail sous le clocher. L'édifice a été inscrit à l'inventaire supplémentaire des monuments historiques par arrêté du 15 octobre 2014[36]
- Chapelle Notre-Dame-de-Lourdes.
- La vieille croix, installée au carrefour, datant, dit-on, de la bataille de Crécy.
- Le « Fond de Millencourt », randonnée donnée pour facile, de 7 km, d'une durée estimée de 2 h 20.
- Le village héberge un musée privé de 10 000 vieux outils accumulés depuis plus de quarante ans par un collectionneur[37].

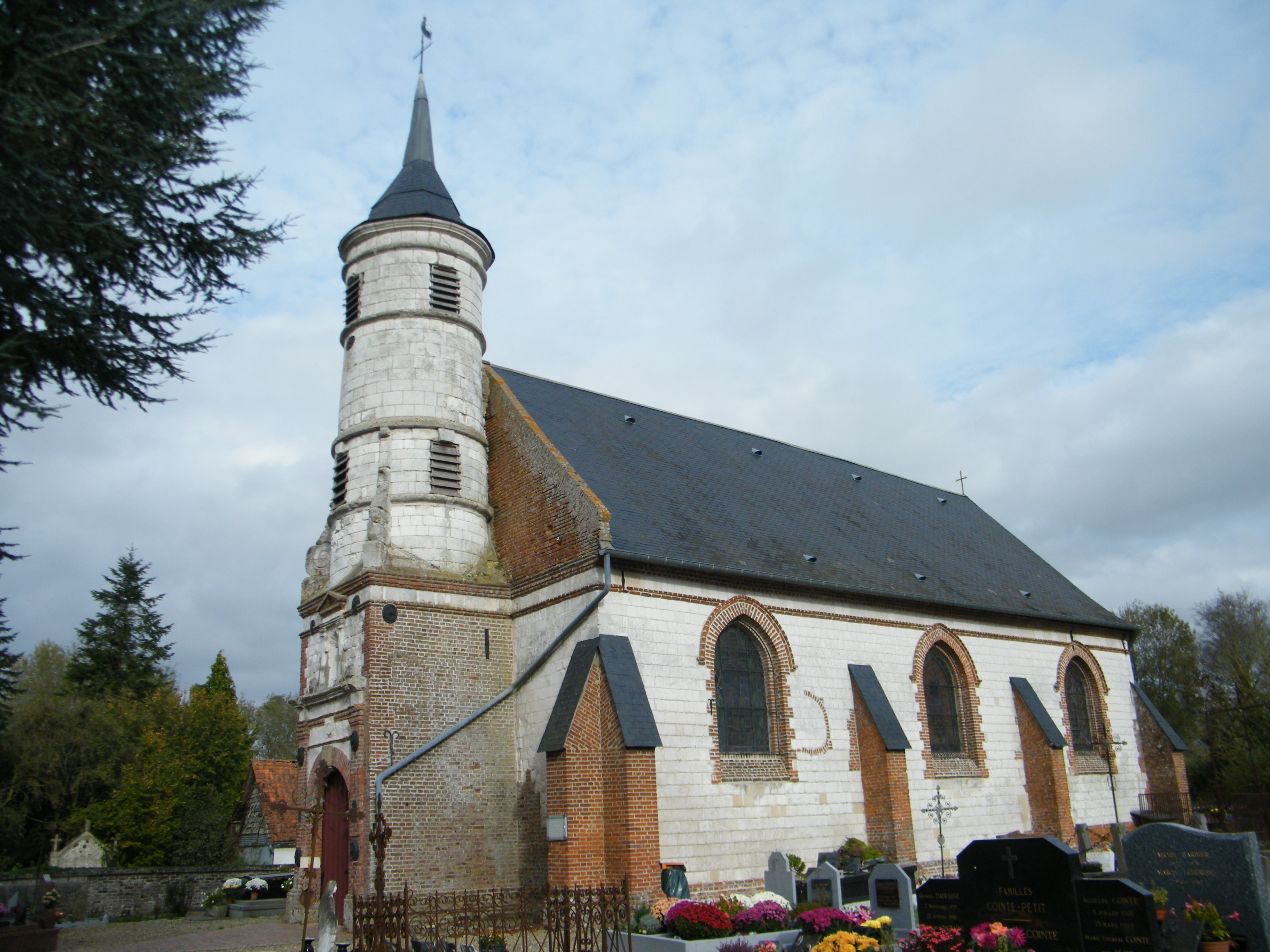
L'église Saint-Martin.
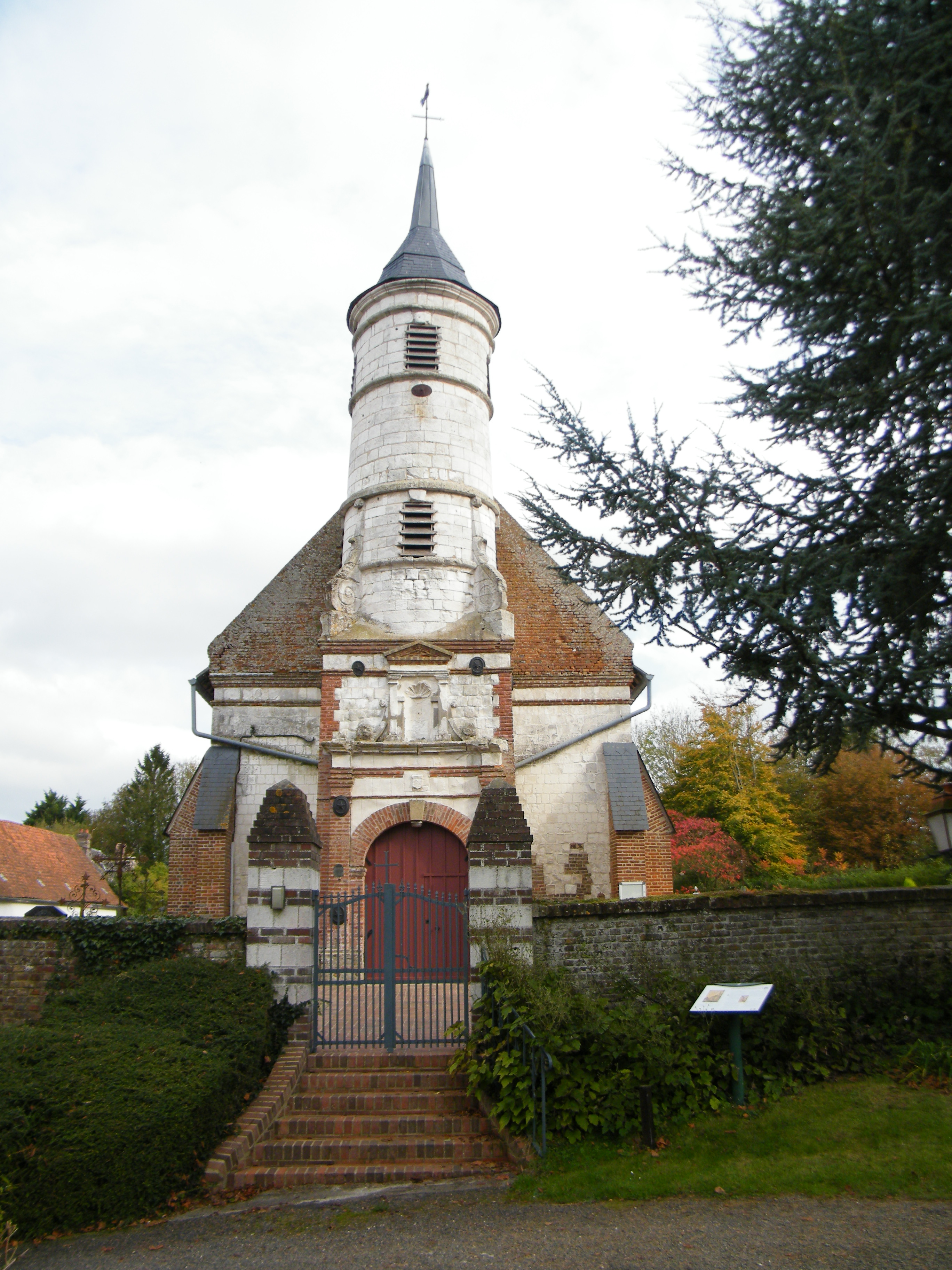
Vue du clocher avec date.
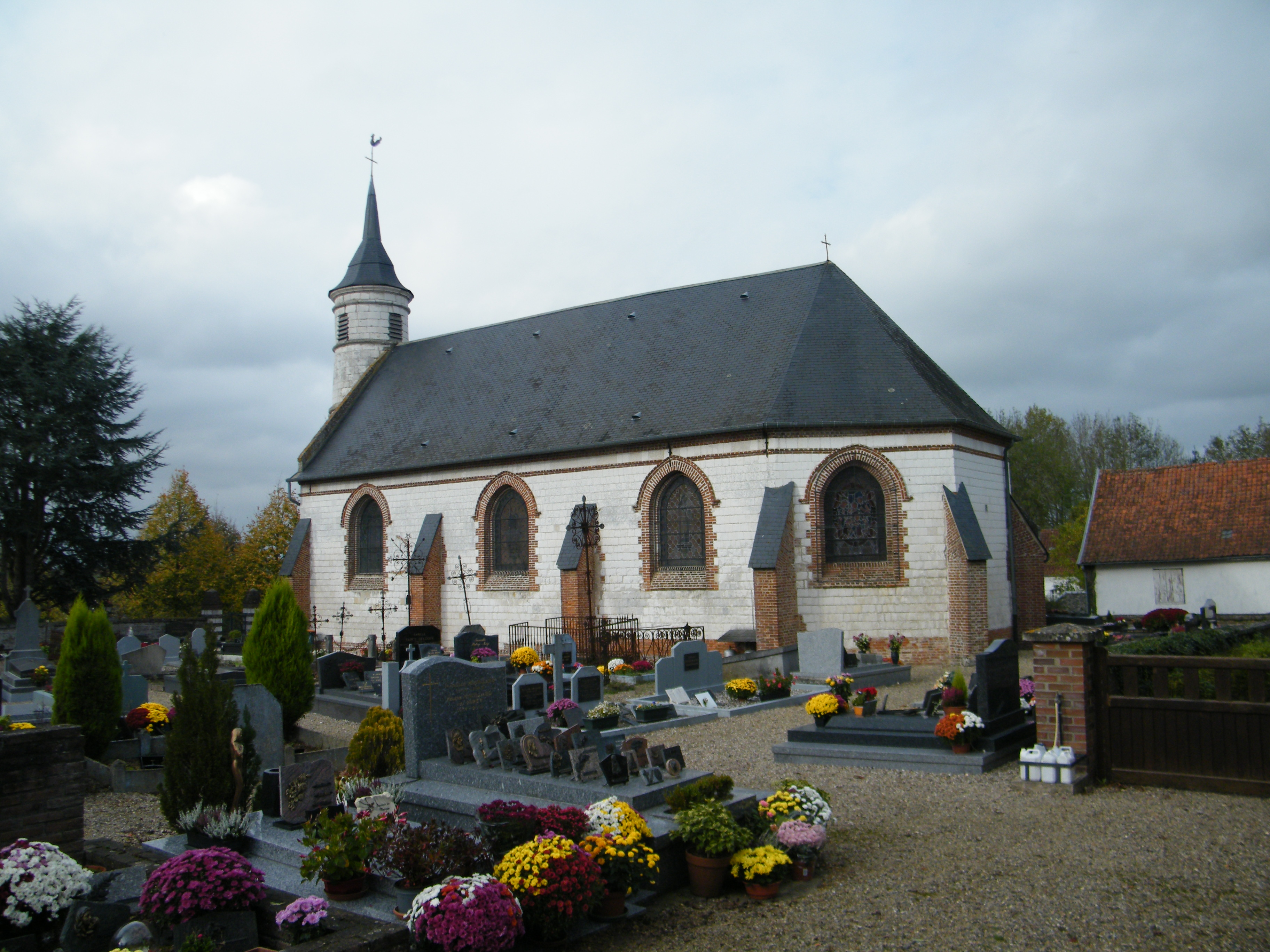
Le chevet de Saint-Martin.
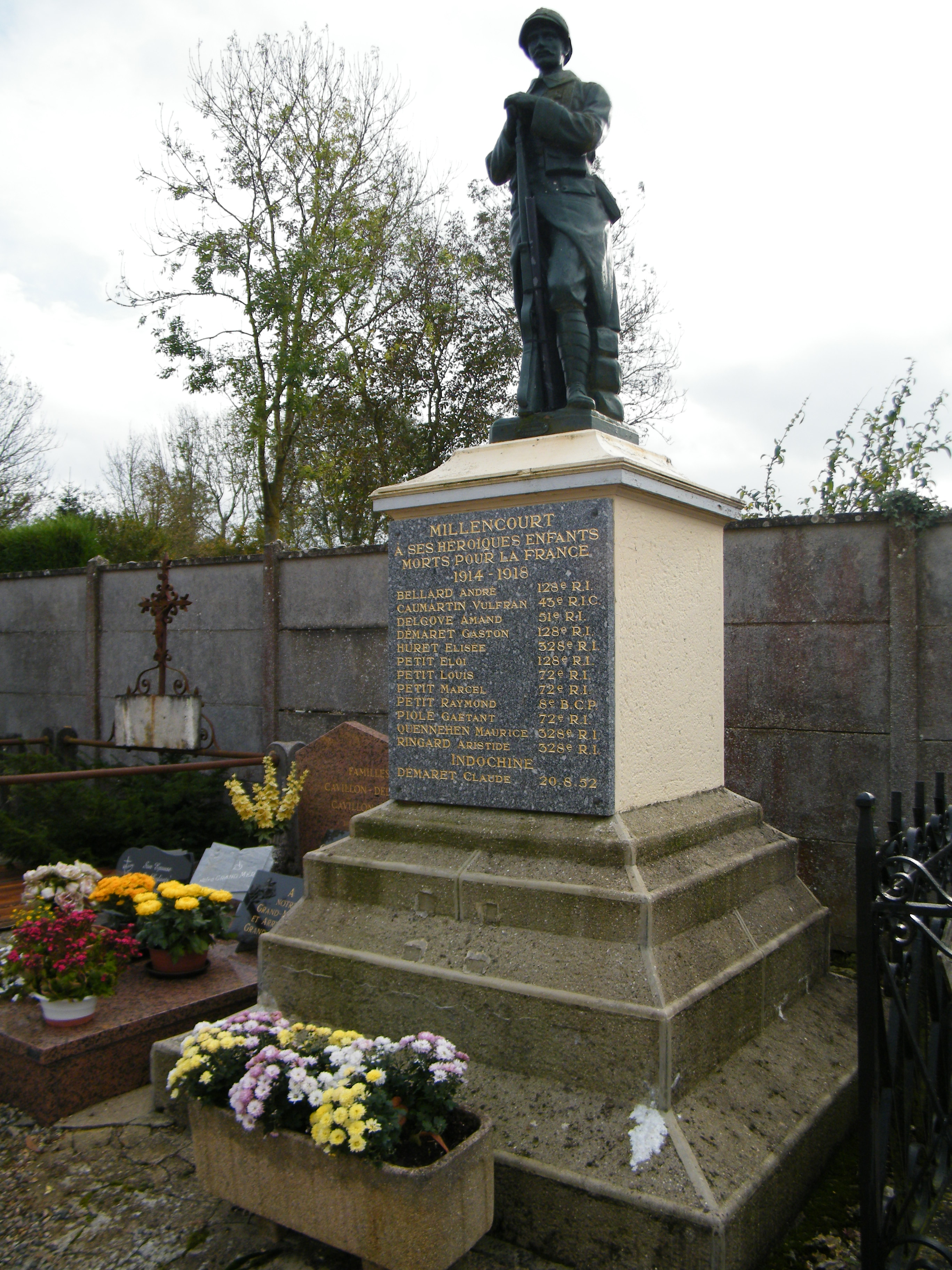
Monument aux morts.
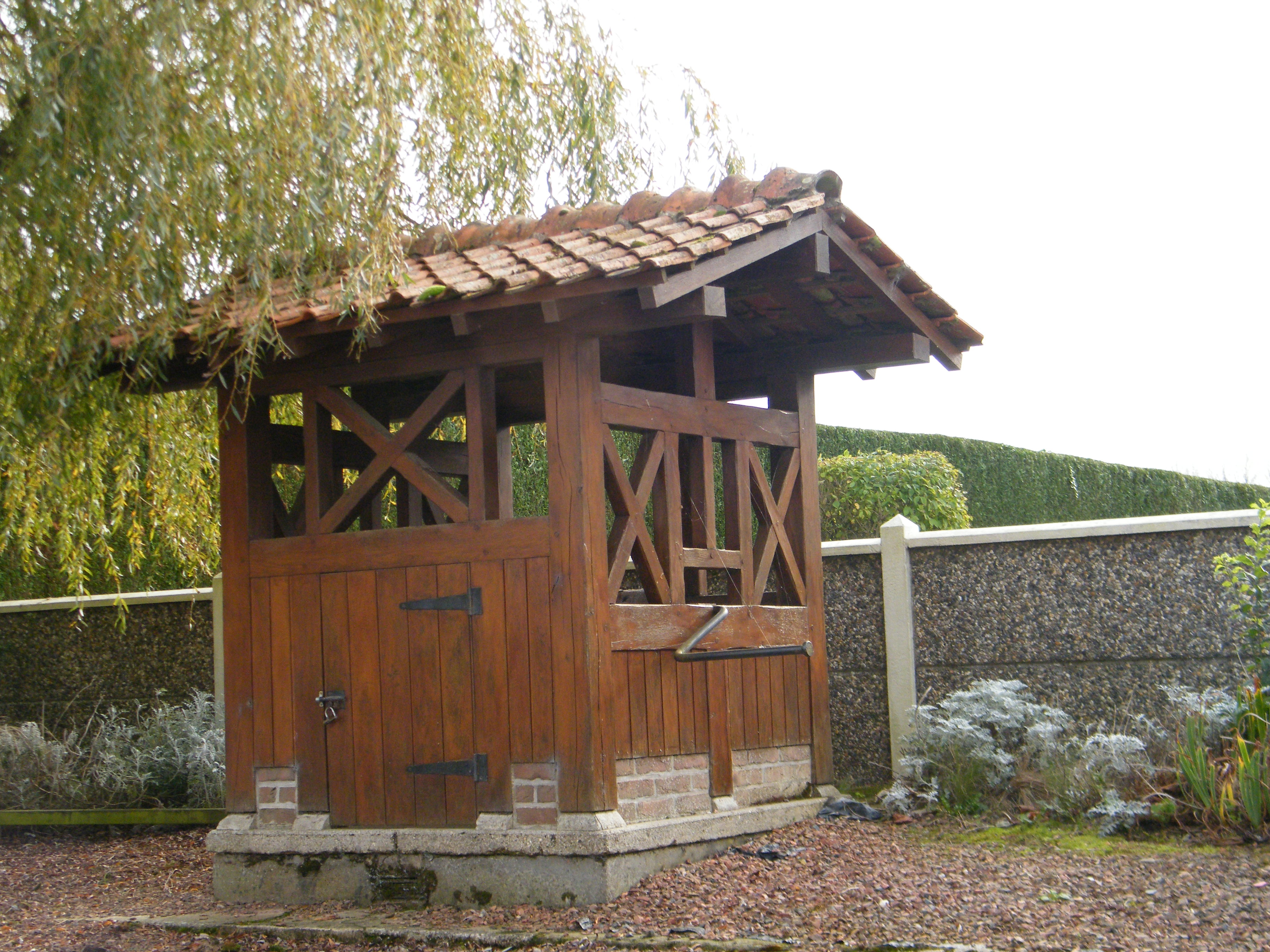
Puits patrimonial.
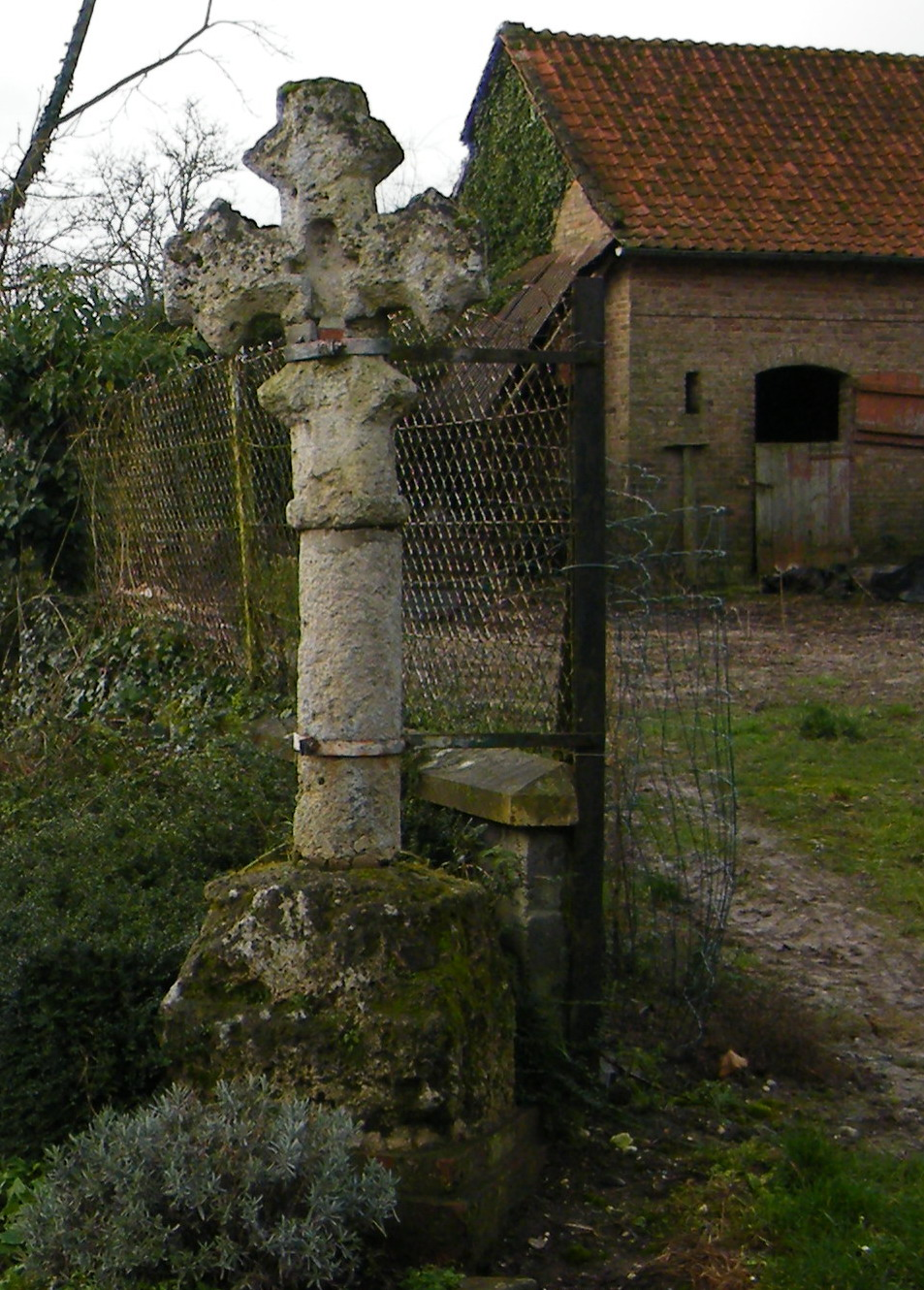
La vieille croix.
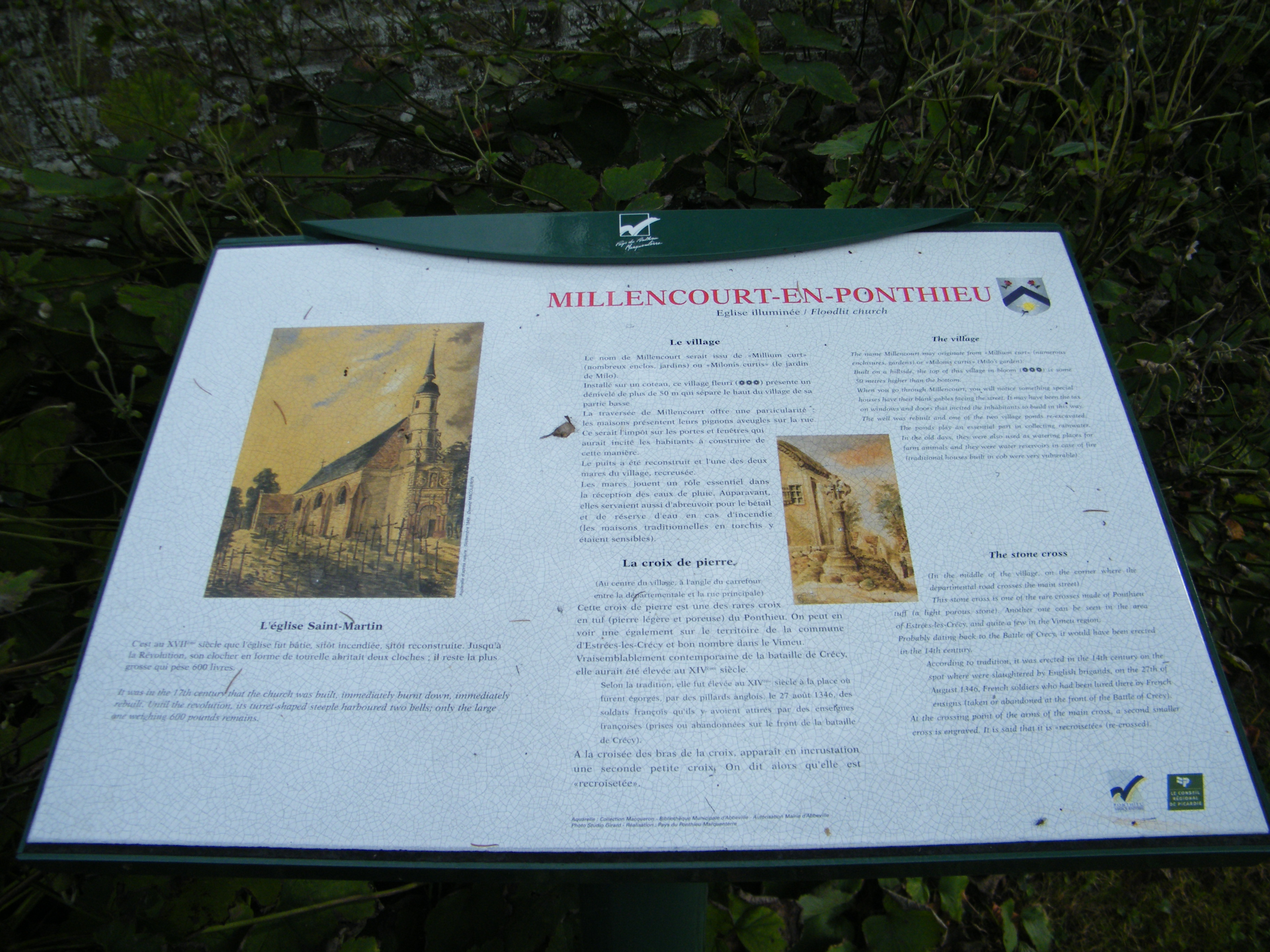
Informations, près de l'église.
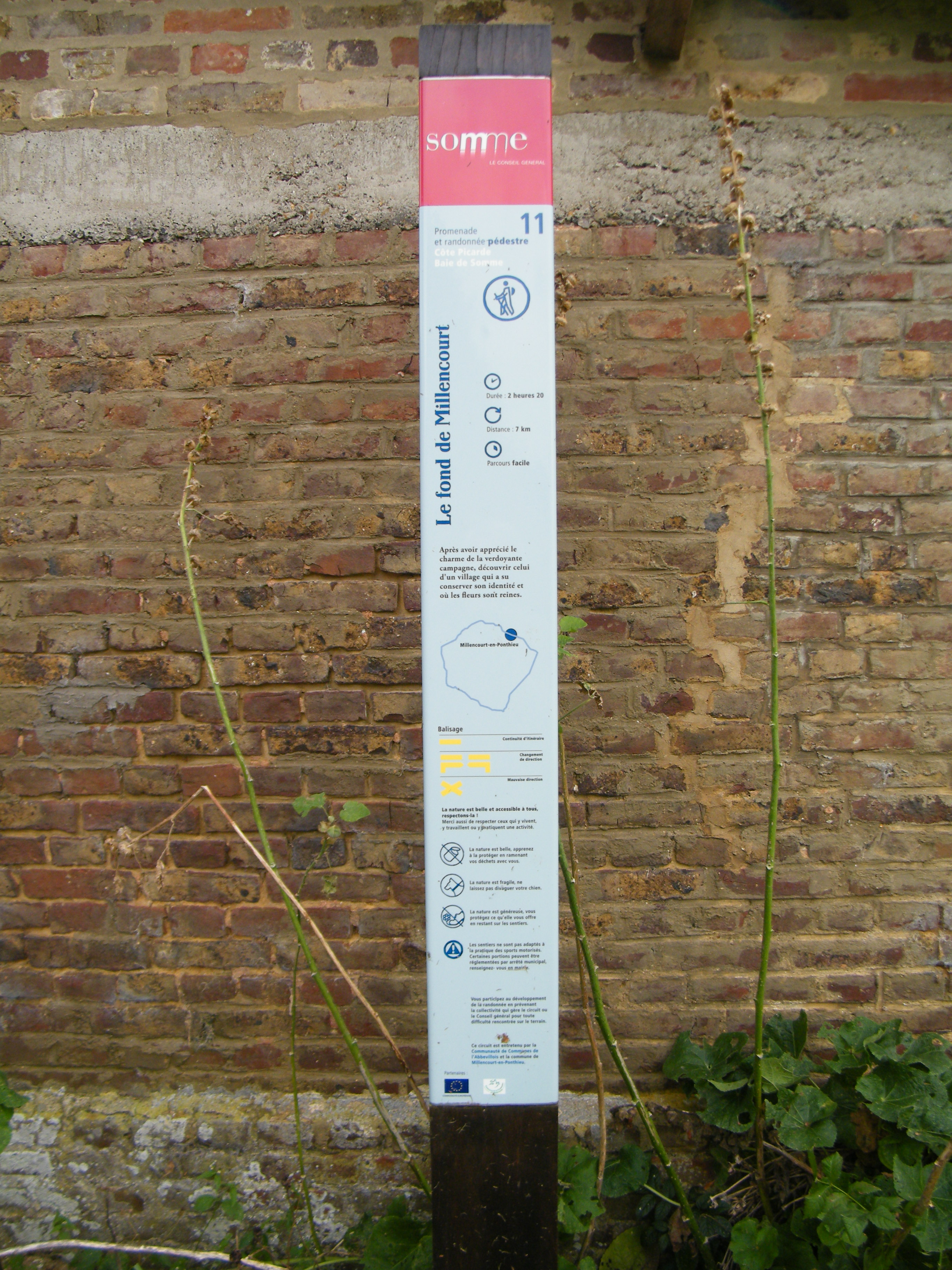
Randonnée.

### Héraldique
| Blason de Millencourt-en-Ponthieu | Blason  | D'argent au chevron de sable accompagné en chef de deux roses de jardin de gueules, tigées et feuillées de sinople, posées dans le sens du chevron et en pointe d'un soleil non figuré d'or*. |
| Blason de Millencourt-en-Ponthieu | Détails | * Il y a là non-respect de la règle de contrariété des couleurs : ces armes sont fautives (métal sur métal). Adopté en 2003.                                                                  |